# Rubinetteria

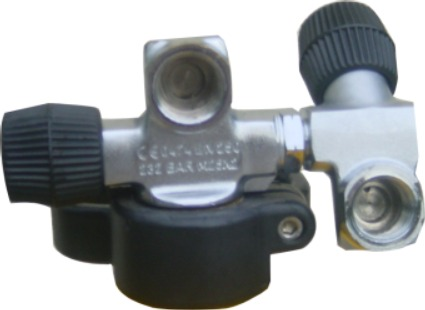
Bombola con attacco di tipo DIN.

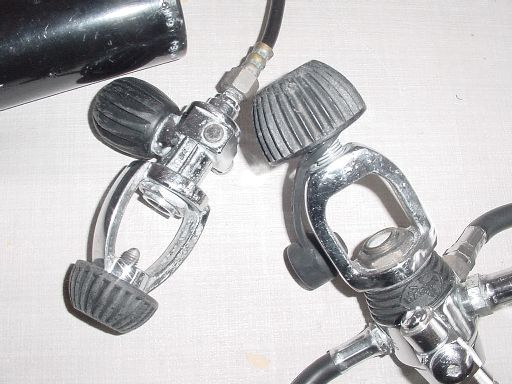
Erogatore con attacco di tipo INT.

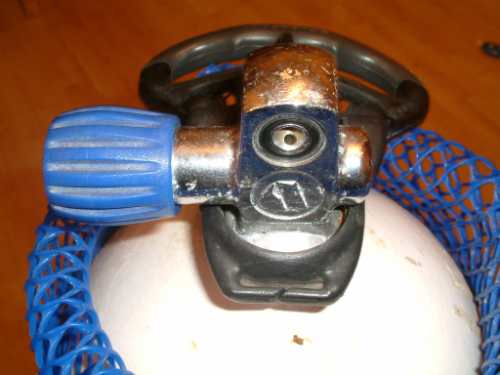
Bombola con attacco di tipo INT

Nell'attività subacquea per rubinetteria si intende tipicamente un sistema di regolazione del flusso d'aria proveniente da una bombola (subacquea), e si riferisce alla parte sovrastante il cilindro della bombola.

## Tipi di attacco
La rubinetteria può avere uno o due rubinetti montati, collegati poi all'erogatore tramite il primo stadio di quest'ultimo, che con una frusta, collega a sua volta il secondo stadio che permette la respirazione. Del primo stadio ne esistono due tipi: attacco INT (o a staffa, in inglese A-clamp o yoke) o attacco DIN (o a vite). La bombola ha di regola l'attacco predisposto INT, ma nelle moderne rubinetterie con una semplice brugola si può facilmente svitare questo per permettere poi l'assemblaggio dell'attacco DIN, come specificato meglio in seguito. 
- l'attacco INT - International - (più rapido da montarsi e più diffuso) è il preferito dei principianti per la sua facilità di montaggio; ha però lo svantaggio di sopportare una pressione di esercizio minore (circa 230 bar[1]) dell'attacco DIN e può succedere, talvolta, che salti l'o-ring anche in immersione.

- l'attacco DIN (Deutsches Institut fur Normung) è più sicuro, per via della sua conformazione meno sporgente e con serraggio a vite), anche se meno diffuso dell'attacco INT. È preferito dai subacquei più esperti ed irrinunciabile per i subacquei tecnici: sopporta infatti pressioni maggiori (fino a 350 bar) ed inoltre, per la sua forma, rende pressoché impossibile lo sgancio dell'o-ring.

Le più moderne e versatili rubinetterie sono realizzate con due attacchi DIN all'interno dei quali sono avvitati degli adattatori da DIN-INT, detti anche caramelle o pastiglie, che sono facilmente estraibili mediante l'uso di una chiave a brugola da 6 o da 8 mm, cosicché il subacqueo può scegliere la configurazione che preferisce.